# لويس سميث (لاعب كرة قدم)
لويس سميث (بالإنجليزية: Lewis Smith) هو لاعب كرة قدم بريطاني في مركز الوسط، ولد في 16 مارس 2000. لعب مع هاميلتون أكاديميكال.

## وصلات خارجية
- لويس سميث (لاعب كرة قدم) على موقع قاعدة بيانات كرة القدم.إي يو (الإنجليزية)
- لويس سميث (لاعب كرة قدم) على موقع Soccerway.com (الإنجليزية)
- لويس سميث (لاعب كرة قدم) على موقع عالم كرة القدم.نت (الإنجليزية)